# Геронім Шафранець
Геронім Шафранєц з Піскової Скали гербу Стариконь (пол. Hieronim Szafraniec, бл. 1490 — між 1554 і 1556) — польський шляхтич, урядник Королівства Польського.

## Біографія
Син Станіслава Шафранця та його першої дружини Зузанни з Бучацьких, доньки Пйотра на Чешибісах. Посади: королівський секретар, староста тлумацький, хенціньський, вольбромський.
Перша дружина — Рeґiнa (бл. 1500/1501—20.V.1526), шлюб уклали близько 20 жовтня 1518 року. Діти: Анна, Катажина. 
Друга дружина — Зофія Зборовська, донька Анджея, сестра Марціна Зборовських, шлюб уклали в 1527 році, дитина — Зофія, дружина Миколая Олєсьніцького.
 Третя дружина — Анна Васілєвська, міщанка з Олькуша, шлюб після 1551 року, мали кілька дітей, які померли замолоду.